# Emily Faithfull

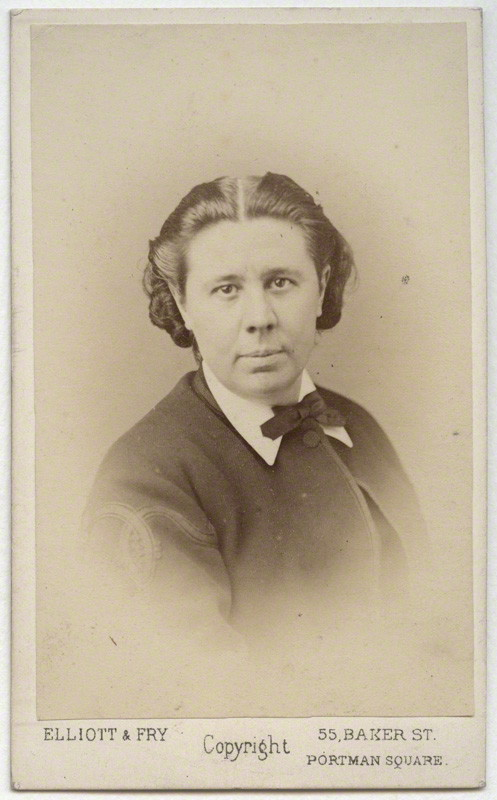
Emily Faithfull på 1860-talet.

Emily Faithfull, född 27 maj 1835 i Headley, Surrey, död 31 maj 1895 i Manchester, var en brittisk feminist.
Faithfull upprättade 1860 i London ett tryckeri, vars sättarpersonal bestod av kvinnor och utnämndes av drottning Viktoria till kunglig boktryckare. År 1864 uppsatte Faithfull tidskriften "The Victoria Magazine", där hon i 18 år särskilt behandlade frågan om det kvinnliga arbetet och dess lön. Hennes Three Visits to America (1884) innehåller värdefulla bidrag till amerikanska kvinnorörelsens historia. Faithfull, som förblev ogift, gjorde sig även bemärkt som föreläsare.